# Metal Black (videogioco)
Metal Black (メタルブラック?, Metaru Burakku) è uno sparatutto a scorrimento orizzontale per arcade, sviluppato e pubblicato dalla Taito nel 1991.
Creato con il nome provvisorio di "Project Gun Frontier 2", il titolo è stato realizzato dalla maggior parte dello stesso staff dietro Gun Frontier e girava sull'hardware Taito F1 System, sebbene il suo collegamento effettivo con quest'ultimo gioco sia molto vago. Con il nome interno iniziale di "Darius Part 22", lo sviluppo è iniziato come terzo capitolo della serie di Darius prima di essere rielaborato in un gioco originale, poiché la sua atmosfera è stata ritenuta molto oscura da Taito durante la fase di produzione.
Ricevette un porting nel 1996 per la console Sega Saturn, mentre la versione emulata è inclusa all'interno di Taito Legends 2, raccolta del 2006 per PlayStation 2, Xbox e PC.

## Trama
Nell'anno 2042, una stella compagna del pianeta Giove appare a poche unità astronomiche di distanza dal pianeta e spinge gli asteroidi lungo l'orbita di Giove verso la Terra, creando un'ondata di meteoriti. Mentre la Terra lotta per sopravvivere, invasori cibernetici extraterrestri provenienti da oltre la stella lontana usano i meteoriti come copertura per invadere con poca resistenza, con l'intenzione di saccheggiarla per i materiali inorganici necessari a sostenere le loro forme. Sia gli alieni che la stella da cui provengono vengono rapidamente chiamati "Nemesis".
La resistenza che gli alieni affrontano dalle forze di difesa internazionali combinate della Terra viene rapidamente annientata dalle potenti armi a raggi degli alieni. Gli scienziati studiano le molecole che alimentano le armi aliene, che hanno iniziato a disseminare il pianeta, e alla molecola viene dato il nome di "Newalone". Con Newalone nelle loro mani, gli scienziati iniziano rapidamente il Progetto Metal Black, focalizzato sullo sviluppo di almeno ventimila astronavi umane in grado di maneggiare le stesse armi a raggi degli alieni. La navicella spaziale è nota come CF-345 Black Fly, chiamata così per il suo metodo di utilizzo di tale energia.
Tuttavia, dieci anni dopo l'invasione, i diplomatici rimasti sulla Terra stipulano un trattato con le forze Nemesis che delinea una resa pacifica, che promette di impedire a tutte le forze rimanenti sul pianeta di attaccare: questo vale per il Progetto Metal Black, impedendo l'uso della navicella Black Fly. Con la popolazione del pianeta che si assottiglia e le risorse naturali che diminuiscono, un pilota canaglia di nome John Ford requisisce una di quelle navicelle in violazione del trattato, con l'intenzione di reagire contro Nemesis e salvare ciò che resta dell'umanità.

## Modalità di gioco
Metal Black consta di sei livelli. Il gameplay è unico in quanto non ci sono armi o bombe alternative come in altri titoli del genere; l'unico potenziamento che il giocatore prende per la CF-345 Black Fly che controlla sono le molecole di Newalone sparse da Nemesis. Raccoglierle aumenta il livello del raggio della navicella, fungendo da unico meccanismo di difesa. Più molecole di Newalone vengono raccolte, più forte diventa la potenza di fuoco del velivolo.
Quando si raggiunge un livello del raggio medio o massimo, il giocatore può scatenare un grande raggio per annientare i nemici catturati da esso e causare un fulmine che colpisce brevemente lo schermo, distruggendo i nemici attorno all'astronave. Anche i nemici hanno livelli di raggio propri, in particolare i boss, che a loro volta mangiano più Newalone possibile per scatenare il proprio raggio. Se i grandi raggi del giocatore e del boss vengono sparati contemporaneamente, uno sopraffà l'altro a seconda di quanto è alto ogni livello, dando inizio a un "duello di raggi". Quando si lotta in questo modo, il giocatore deve premere rapidamente il pulsante di fuoco per tenere a bada il raggio avversario, accumulandosi in una materia energetica distruttiva che cambia colore in base al raggio di chi lo impugna è più forte.
Dopo il primo e il terzo livello, si verifica una fase bonus nella quale il giocatore circonda un gruppo di nemici che devono essere distrutti agganciando i bersagli in movimento e lanciando missili a grappolo entro un limite di tempo per guadagnare punti extra. Essere colpiti dal fuoco nemico o scontrarsi contro ostacoli solidi del palco comporterà la perdita di una vita e una volta perse tutte, il gioco finisce a meno che non vengano inseriti più crediti per continuare a giocare.

## Accoglienza
In Giappone, la rivista Game Machine elencò Metal Black nel numero del 1º febbraio 1992 come la tredicesima unità arcade più popolare al tempo.